# Образцово народно читалище „Отец Паисий – 1919“
Образцово народно читалище „Отец Паисий – 1919“ е читалище в град Сандански, България. Читалището е разположено на улица „Македония“ № 53 и е регистрирано под № 145 в Министерство на културата на България.
Основано е през 1919 година в Свети Врач. Помещава се в офицерския стол и пръв негов председател е Галчо Атанасов. Открито е с представянето от читалищния колектив под ръководството на Стою Николов на пиесата „Михалаки чорбаджи“ от Иван Вазов. От 1926 до 1981 година съществува хор за школувано пеене, който развива активна творческа дейност и става член на Съюза на хоровете в България през 1936 г. Ръководители на хора са Борис Карадимчев (1926 – 1933), Никола Мустаков (1933 – 1936), Асен Милев (1936 – 1940), Никола Парапанов (1948 – 1981). През 1926 година е основан и градски духов оркестър. От 1929 г. читалището разполага със собствена сграда.
В 1946 година се създава литературен кръжок с ръководител Ангел Каратанчев, в който участват Петър Караангов, Найден Вълчев, Катя Ерменкова. През 1951 година Методи Лозански създава ансамбъла за народни песни и танци „Никола Вапцаров“. В 1959 година се формира самодеен куклен театър с ръководител Атанас Сапунджиев, а на следната 1960 година - детска музикална школа по акордеон и пиано. В 1976 година е създаден детски духов оркестър с ръководител Емил Кирянов, в 1980 година – китаро-мандолинен оркестър с ръководител Стефан Борилов и в 1987 година детски музикален театър с ръководител Здравка Гошевска.
През 1980 г. читалището се мести в нова сграда с две зали с 500 и 1000 места, репетиционни, гримьорни и библиотека със 110 000 тома.